# ヴィカス・ゴウダ
ヴィカス・ゴウダ（Vikas Gowda、1983年7月5日 - ）はインドの陸上競技選手、専門は円盤投・砲丸投。インドのマイソールで生まれ、アメリカ合衆国のフレデリックで育った。父のシヴェ (Shive) は1988年ソウルオリンピックの陸上競技インド代表チームのコーチであった。
ヴィカスはノースカロライナ大学チャペルヒル校卒業、2006年NCAA選手権の男子円盤投優勝者である。2008年、北京オリンピック円盤投に出場したが、60m69の記録で予選B組11位となり決勝進出はならなかった。2011年、7月に神戸で開催された第19回アジア選手権で2位に入り、8月の第13回世界選手権は3投目に64m05を記録し、7位入賞の成績を残した。
2012年、ロンドンオリンピック円盤投は65m20を投げて予選を通過、決勝の1投目に64m79の記録を残し8位に入賞した。2013年7月、ヴィカスは母国インド・プネーで開催された第20回アジア選手権円盤投に出場し64m90の記録で優勝した。円盤投の自己記録は2012年4月、アメリカ・ノーマンで記録した66m28。

## 主な成績
| 年   | 大会                           | 場所             | 種目   | 順位 | 記録  |
| ---- | ------------------------------ | ---------------- | ------ | ---- | ----- |
| 2002 | 世界ジュニア陸上競技選手権大会 | キングストン     | 円盤投 | 12位 |       |
| 2002 | 世界ジュニア陸上競技選手権大会 | キングストン     | 砲丸投 | 8位  |       |
| 2005 | アジア陸上競技選手権大会       | 仁川             | 円盤投 | 2位  |       |
| 2006 | コモンウェルスゲームズ         | メルボルン       | 円盤投 | 6位  |       |
| 2006 | コモンウェルスゲームズ         | メルボルン       | 砲丸投 | 5位  |       |
| 2006 | アジア競技大会                 | ドーハ           | 円盤投 | 6位  |       |
| 2008 | オリンピック                   | 北京             | 円盤投 | 予選 | 60m69 |
| 2010 | アジア競技大会                 | 広州             | 円盤投 | 3位  | 63m13 |
| 2010 | コモンウェルスゲームズ         | ニューデリー     | 円盤投 | 2位  | 63m69 |
| 2011 | アジア陸上競技選手権大会       | 神戸             | 円盤投 | 2位  | 61m58 |
| 2011 | 世界陸上競技選手権大会         | 大邱             | 円盤投 | 7位  | 64m05 |
| 2012 | オリンピック                   | ロンドン         | 円盤投 | 8位  | 64m79 |
| 2013 | アジア陸上競技選手権大会       | プネー           | 円盤投 | 1位  | 64m90 |
| 2013 | 世界陸上競技選手権大会         | モスクワ         | 円盤投 | 7位  | 64m03 |
| 2014 | コモンウェルスゲームズ         | グラスゴー       | 円盤投 | 1位  | 63m64 |
| 2014 | アジア競技大会                 | 仁川             | 円盤投 | 2位  | 62m58 |
| 2015 | アジア陸上競技選手権大会       | 武漢             | 円盤投 | 1位  | 62m03 |
| 2015 | 世界陸上競技選手権大会         | 北京             | 円盤投 | 9位  | 62m24 |
| 2016 | オリンピック                   | リオデジャネイロ | 円盤投 | 28位 | 58m99 |
| 2017 | アジア陸上競技選手権大会       | ブバネーシュワル | 円盤投 | 3位  | 60m81 |